# Brigt Rykkje
Johan Ingebrigt „Brigt” Rykkje (ur. 16 czerwca 1975 w Bergen) – holenderski łyżwiarz szybki pochodzenia norweskiego, brązowy medalista mistrzostw świata.

## Kariera
Brigt Rykkje urodził się w Norwegii, jego ojciec był Norwegiem, a matka Holenderką. Do Holandii przeprowadzi się w wieku 5 lat. W 1996 roku zaproponowano mu starty w reprezentacji Norwegii, na co się zgodził. W 1998 roku reprezentował Norwegię na igrzyskach olimpijskich w Nagano, zajmując 29. miejsce w biegu na 1500 m. Wypełnił także minimum kwalifikacyjne na swych koronnych dystansach 5000 i 10 000 m, ale na igrzyskach w biegach tych był tylko rezerwowym. Od 1999 roku ponownie reprezentował Holandię. Swój jedyny medal na arenie międzynarodowej wywalczył w 2007 roku, zajmując trzecie miejsce w biegu na 10 000 m podczas dystansowych mistrzostw świata w Salt Lake City. W zawodach tych wyprzedzili go jedynie dwaj Holendrzy: Sven Kramer oraz Carl Verheijen. Dwukrotnie stawał na podium indywidualnych zawodów Pucharu Świata, odnosząc jedno zwycięstwo: 15 listopada 1998 roku w Hamar wygrał bieg na 5000 m. Najlepsze wyniki osiągnął w sezonie 2006/2007, kiedy był dziewiąty w klasyfikacji końcowej 5000/10 000 m. W 2009 roku zakończył karierę.
Jego brat, Bjarne Rykkje, również był panczenistą.